# أساف بيمرو
أساف بيمرو (بالعبرية: אסף בימרו‏) (ولم في 1969  م) هو منافس ألعاب قوى، من دولة إسرائيل، شارك في الألعاب الأولمبية الصيفية 2004 في نطاق ألعاب القوى.

## روابط خارجية
- أساف بيمرو على موقع الاتحاد الدولي لألعاب القوى (الإنجليزية)
- أساف بيمرو على موقع اللجنة الأولمبية الدولية (الإنجليزية)
- أساف بيمرو على موقع أوليمبيديا (الإنجليزية)